# ميلوت راشيكا
ميلوت راشيكا (مواليد 28 يونيو 1996) هو لاعب كرة قدم كوسوفي يلعب في مركز الوسط المهاجم أو كجناح في نادي غلطة سراي.

## روابط خارجية
- ميلوت راشيكا على موقع الاتحاد الدولي (مؤرشف)  (الإنجليزية)
- ميلوت راشيكا على موقع الاتحاد الأوربي (الإنجليزية)
- ميلوت راشيكا على موقع اتحاد تركيا (لاعب) (الإنجليزية)
- ميلوت راشيكا على موقع إي إس بي إن إف سي (الإنجليزية)
- ميلوت راشيكا على موقع قاعدة بيانات كرة القدم.إي يو (الإنجليزية)
- ميلوت راشيكا على موقع ليكيب (الفرنسية)
- ميلوت راشيكا على موقع ناشيونال فوتبول تيمز (الإنجليزية)
- ميلوت راشيكا على موقع Soccerbase.com (لاعب) (الإنجليزية)
- ميلوت راشيكا على موقع Soccerway.com (الإنجليزية)
- ميلوت راشيكا على موقع عالم كرة القدم.نت (الإنجليزية)